# Kis-My-Ft2 Kis-My-MiNT Tour at 東京ドーム 2012.4.8

## 概要
2012年3月から6月まで行われた全国ツアー「Kis-My-Ft2 Kis-My-MiNT Tour」から、4月8日開催の東京ドーム公演を収録。
初回生産限定盤には特典DVD、特典CD「Kis-My-Zero 2」が付属。特典CDには、このツアーで披露された未CD化オリジナル曲5曲をセットリスト順で収録。
初回生産限定盤、通常盤が発売されたが、2015年1月7日にBlu-ray盤も発売され、計3種類で発売。
今作収録の「Girl is mine」「Tell me why」は、後に2ndベストアルバム「BEST of Kis-My-Ft2」通常盤特典映像「ファン投票 BEST of LIVE SETLIST」にも収録。

## 収録内容

### 本編映像
- カッコ内は原曲アーティスト。

Disc 1
1. "1st" Overture
2. Girl is mine
3. SHE! HER! HER!
4. Everybody Go
5. テンション
6. 祈り
7. Dancing Star
8. 『蛹』 - 北山宏光
9. Kickin' it - 北山宏光・藤ヶ谷太輔・玉森裕太
10. Medley
  1. 3D Girl
  2. Hair
  3. S.O.KISS
11. 雨
12. No.1 Friend - 北山宏光・藤ヶ谷太輔
13. Sing for you - 玉森裕太・宮田俊哉・千賀健永
14. タビダチノウタ
15. Kis-My-Venus
16. 若者たち
17. Tell me why
18. We never give up!
19. Shake It Up
20. Love is you
21. Catch & Go!! - 横尾渉・宮田俊哉・二階堂高嗣・千賀健永
22. Love meee - 藤ヶ谷太輔
23. Take Over
24. FIRE BEAT
25. 千年のLove Song
26. WINNING RUN（光GENJI）
27. Good night

【Encore】
1. Girl is mine
2. Kis-My-Me-Mine

### 特典映像

#### 初回生産限定盤
Disc 2
1. バンク特訓編
2. 大阪公演編
  1. Girl is mine
  2. MC
  3. SHE! HER! HER!

#### Blu-ray
Disc 1
1. 各会場メンバーMC集

### 特典CD「Kis-My-Zero 2」
※初回生産限定盤のみ
1. テンション [4:16]
作詞・作曲・編曲：加藤裕介
  - 2009年オリジナル曲
2. Hair [3:06]
作詞：白井裕紀・新美香、Rap詞：T.Fxxx、作曲：Steven Lee、編曲：宮永治郎
  - 2009年オリジナル曲
3. 雨 [2:29]
作詞・作曲・編曲：泉典孝
  - 2009年オリジナル曲
4. No.1 Friend [4:26] - 北山宏光・藤ヶ谷太輔
作詞：821R、作曲：馬飼野康二、編曲：鈴木雅也
  - 2010年オリジナル曲
5. 千年のLove Song [4:58]
作詞：Erykah、Rap詞：T.Fxxx、作曲：ha-j & J、編曲：ha-j
  - 2005年オリジナル曲

## 収録作品
| 楽曲タイトル    | 収録       | 収録                                                                                                 |
| --------------- | ---------- | --- |
| テンション      | ライブ映像 | 『Kis-My-Ftに逢えるde Show vol.3 at 国立代々木第一体育館 2011.2.12』                                 |
| テンション      | ライブ映像 | 『Kis-My-Ft2 Debut Tour 2011 Everybody Go at 横浜アリーナ 2011.7.31』                                |
| テンション      | ライブ映像 | 『Kis-My-Ft2 Kis-My-MiNT Tour at 東京ドーム 2012.4.8』                                               |
| テンション      | CD         | 『Kis-My-Zero 2』 （『Kis-My-Ft2 Kis-My-MiNT Tour at 東京ドーム 2012.4.8』〈初回生産限定盤〉特典CD） |
| テンション      | ライブ映像 | 『SNOW DOMEの約束 IN TOKYO DOME 2013.11.16』                                                         |
| テンション      | ライブ映像 | 『2014Concert Tour『Kis-My-Journey』』                                                               |
| テンション      | ライブ映像 | 『2015 CONCERT TOUR 『KIS-MY-WORLD』』〈通常盤〉                                                     |
| テンション      | ライブ映像 | 『LIVE TOUR 2021 HOME』                                                                              |
| Hair            | ライブ映像 | 『Kis-My-Ftに逢えるde Show vol.3 at 国立代々木第一体育館 2011.2.12』                                 |
| Hair            | ライブ映像 | 『Kis-My-Ft2 Debut Tour 2011 Everybody Go at 横浜アリーナ 2011.7.31』                                |
| Hair            | ライブ映像 | 『Kis-My-Ft2 Kis-My-MiNT Tour at 東京ドーム 2012.4.8』                                               |
| Hair            | CD         | 『Kis-My-Zero 2』 （『Kis-My-Ft2 Kis-My-MiNT Tour at 東京ドーム 2012.4.8』〈初回生産限定盤〉特典CD） |
| Hair            | ライブ映像 | 『2015 CONCERT TOUR 『KIS-MY-WORLD』』                                                               |
| Hair            | CDアルバム | 『I SCREAM』〈通常盤〉                                                                               |
| Hair            | ライブ映像 | 『BEST of Kis-My-Ft2』〈通常盤〉                                                                     |
| Hair            | ライブ映像 | 『Kis-My-Ftに逢えるde Show 2022 in DOME』                                                            |
| 雨              | ライブ映像 | 『Kis-My-Ftに逢えるde Show vol.3 at 国立代々木第一体育館 2011.2.12』                                 |
| 雨              | ライブ映像 | 『Kis-My-Ft2 Debut Tour 2011 Everybody Go at 横浜アリーナ 2011.7.31』                                |
| 雨              | ライブ映像 | 『Kis-My-Ft2 Kis-My-MiNT Tour at 東京ドーム 2012.4.8』                                               |
| 雨              | CD         | 『Kis-My-Zero 2』 （『Kis-My-Ft2 Kis-My-MiNT Tour at 東京ドーム 2012.4.8』〈初回生産限定盤〉特典CD） |
| 雨              | CDアルバム | 『KIS-MY-WORLD』〈初回生産限定盤B〉                                                                  |
| 雨              | ライブ映像 | 『For dear life』                                                                                    |
| No.1 Friend     | ライブ映像 | 『Kis-My-Ftに逢えるde Show vol.3 at 国立代々木第一体育館 2011.2.12』                                 |
| No.1 Friend     | ライブ映像 | 『Kis-My-Ft2 Debut Tour 2011 Everybody Go at 横浜アリーナ 2011.7.31』                                |
| No.1 Friend     | ライブ映像 | 『Kis-My-Ft2 Kis-My-MiNT Tour at 東京ドーム 2012.4.8』                                               |
| No.1 Friend     | CD         | 『Kis-My-Zero 2』 （『Kis-My-Ft2 Kis-My-MiNT Tour at 東京ドーム 2012.4.8』〈初回生産限定盤〉特典CD） |
| 千年のLove Song | ライブ映像 | 『Kis-My-Ftに逢えるde Show vol.3 at 国立代々木第一体育館 2011.2.12』                                 |
| 千年のLove Song | ライブ映像 | 『Kis-My-Ft2 Debut Tour 2011 Everybody Go at 横浜アリーナ 2011.7.31』                                |
| 千年のLove Song | ライブ映像 | 『Kis-My-Ft2 Kis-My-MiNT Tour at 東京ドーム 2012.4.8』                                               |
| 千年のLove Song | CD         | 『Kis-My-Zero 2』 （『Kis-My-Ft2 Kis-My-MiNT Tour at 東京ドーム 2012.4.8』〈初回生産限定盤〉特典CD） |
| 千年のLove Song | ライブ映像 | 『2014Concert Tour『Kis-My-Journey』』                                                               |

## ツアー詳細
『Kis-My-Ft2 Kis-My-MiNT Tour』（キス マイ フットツー キス マイ ミント ツアー）は、2012年3月から6月まで行われたKis-My-Ft2の全国ツアー。

### 概要
自身史上最多となる約26万人を動員した。

### 日程
| 公演日        | 時間  | 会場                                    |
| ------------- | ----- | --------------------------------------- |
| 2012年3月31日 | 18:00 | マリンメッセ福岡                        |
| 2012年4月1日  | 12:00 | マリンメッセ福岡                        |
| 2012年4月1日  | 16:00 | マリンメッセ福岡                        |
| 2012年4月3日  | 18:30 | 名古屋市総合体育館 （日本ガイシホール） |
| 2012年4月4日  | 18:30 | 名古屋市総合体育館 （日本ガイシホール） |
| 2012年4月5日  | 18:30 | 名古屋市総合体育館 （日本ガイシホール） |
| 2012年4月8日  | 18:00 | 東京ドーム                              |
| 2012年5月3日  | 18:30 | 大阪城ホール                            |
| 2012年5月4日  | 13:00 | 大阪城ホール                            |
| 2012年5月4日  | 17:00 | 大阪城ホール                            |
| 2012年5月5日  | 13:00 | 大阪城ホール                            |
| 2012年5月5日  | 17:00 | 大阪城ホール                            |
| 2012年5月6日  | 13:00 | 大阪城ホール                            |
| 2012年5月6日  | 17:00 | 大阪城ホール                            |
| 2012年5月12日 | 18:30 | 広島グリーンアリーナ                    |
| 2012年5月13日 | 12:00 | 広島グリーンアリーナ                    |
| 2012年5月13日 | 16:00 | 広島グリーンアリーナ                    |
| 2012年6月3日  | 12:00 | 北海道立総合体育センター                |
| 2012年6月3日  | 16:00 | 北海道立総合体育センター                |